# Krupski Młyn (gmina)
Krupski Młyn – gmina wiejska w Polsce położona w województwie śląskim, w powiecie tarnogórskim. W latach 1975–1998 gmina administracyjnie należała do województwa katowickiego. Siedzibą gminy jest Krupski Młyn.
Według danych z 2011 roku gminę zamieszkiwało 3369 mieszkańców, co pod względem ludności czyni ją najmniejszą gminą w powiecie oraz jedną z najmniejszych w województwie.
Według danych z 31 grudnia 2019 roku gminę zamieszkiwało 3185 osób.

## Położenie
Gmina Krupski Młyn położona jest w północno-zachodniej części powiatu tarnogórskiego. Od północy sąsiaduje z gminą Pawonków i miastem Lubliniec w powiecie lublinieckim, od wschodu z gminą Tworóg w powiecie tarnogórskim, od południa z gminą Wielowieś w powiecie gliwickim, natomiast od zachodu z gminą Zawadzkie w powiecie strzeleckim.
Geograficznie gmina znajduje się na wschodnich krańcach Równiny Opolskiej, będącej częścią Niziny Śląskiej. Najwyższy punkt gminy, wzniesienie przy trakcie z Krupskiego Młyna do Borowian, położony jest 254 m n.p.m.
Większość obszarów porastają tu lasy będące częścią kompleksu Lasów Lublinieckich. Gleby to głównie mało żyzne bielice. Gmina Krupski Młyn usytuowana jest w zlewni rzeki Małej Panwi, która to rzeka przecina gminę wszerz. Do Małej Panwi wpływają tutaj jej dopływy Ligancja oraz Stoła.

## Miejscowości
Miejscowości sołeckie leżące na terenie gminy:
- Krupski Młyn
- Potępa

## Powierzchnia
Według danych z 2014 roku gmina Krupski Młyn ma obszar 39 km², w tym:
- użytki leśne: 83,7%
- użytki rolne: 7,4%

Gmina stanowi 6,1% powierzchni powiatu.

## Demografia
Według danych z końca 2014 roku:
| Opis                              | Ogółem | Ogółem | Kobiety | Kobiety | Mężczyźni | Mężczyźni |
| --------------------------------- | ------ | ------ | ------- | ------- | --------- | --------- |
| Jednostka                         | osób   | %      | osób    | %       | osób      | %         |
| Populacja                         | 3265   | 100    | 1610    | 50,7    | 1655      | 49,3      |
| Gęstość zaludnienia [mieszk./km²] | 83,7   | 83,7   | 41,3    | 41,3    | 42,4      | 42,4      |

## Historia
Warunki naturalne w dolinie Małej Panwi, czyli gęste lasy oraz nieurodzajne gleby, jeszcze w późnym średniowieczu, kiedy podstawą utrzymania było rolnictwo, nie zachęcały do osadnictwa na tych terenach. Dopiero mający tu miejsce w XVI wieku rozwój nadrzecznych kuźnic żelaza uruchomił proces stopniowego zaludniania tutejszych obszarów, przynależnych wówczas do księstwa opolsko-raciborskiego w Monarchii Habsburgów.
Pierwsze wzmianki o osadach, z których wyrosły dzisiejsze wsie Krupski Młyn oraz Potępa, pochodzą odpowiednio z 1640 i 1641 roku z ówczesnej księgi chrztów i ślubów parafii wielowiejskiej, obejmującej wtedy te ziemie. Były to wtedy malutkie osady młynarskie, o których niewielkim rozmiarze najlepiej świadczą dane porównawcze ze wspomnianej księgi. W latach 1638–1647 zarówno z ówczesnego Krupskiego Młyna, jak i z Potępy odnotowano zaledwie po dwa chrzty, podczas gdy z pobliskich Kotów liczba chrzcin wynosiła za ten okres 25, z Tworoga 45, a z samej Wielowsi 99.
Wkrótce w Potępie, wchodzącej w skład dóbr tworoskich, zaczęła funkcjonować kuźnica żelaza. To spowodowało dynamiczniejszy rozwój tej miejscowości, podczas gdy Krupski Młyn przez następne dwa stulecia pozostawał praktycznie malutkim gospodarstwem młynarskim. Od 1742 roku tereny te znajdowały się w granicach Królestwa Prus, gdzie Krupski Młyn przynależał do powiatu strzeleckiego, a Potępa do toszecko-gliwickiego.
Układ sił zmienił się pod koniec XIX wieku, kiedy to na terenie Krupskiego Młyna założono fabrykę materiałów wybuchowych, co zapoczątkowało gwałtowny rozrost tej osady. W tym samym czasie upadł mały, prywatny przemysł hutniczy w dorzeczu Małej Panwi, w tym także i w Potępie, która odtąd zaczęła względnie tracić na znaczeniu. W drugiej połowie XIX i w pierwszej XX wieku obszary te, przynależąc do Prus, stawały się częścią kolejnych państw niemieckich.
Po 1945 roku i zakończeniu II wojny światowej tutejsze ziemie znalazły się w granicach Polskiej Rzeczypospolitej Ludowej. Krupski Młyn był składową ówczesnej gminy Kielcza w powiecie strzeleckim, w województwie opolskim, natomiast Potępa była częścią gminy Tworóg w powiecie gliwickim, w województwie katowickim. Po likwidacji gmin i wprowadzeniu gromad oraz osiedli, w 1955 roku Krupski Młyn otrzymał status osiedla i przeniesiono go do powiatu tarnogórskiego w województwie katowickim, a sześć lat później do tegoż osiedla dołączono Potępę.
Wskutek reformy przywracającej gminy z roku 1972 ustanowiono gminę Krupski Młyn o zasięgu zbliżonym do obecnego. Jednakże pięć lat później gminę tę zlikwidowano i wcielono w obszar gminy Tworóg. Ostatecznie, już w III Rzeczypospolitej, wyodrębniono gminę wiejską Krupski Młyn jako samodzielną jednostkę administracyjną w 1991 roku.

## Zabytki

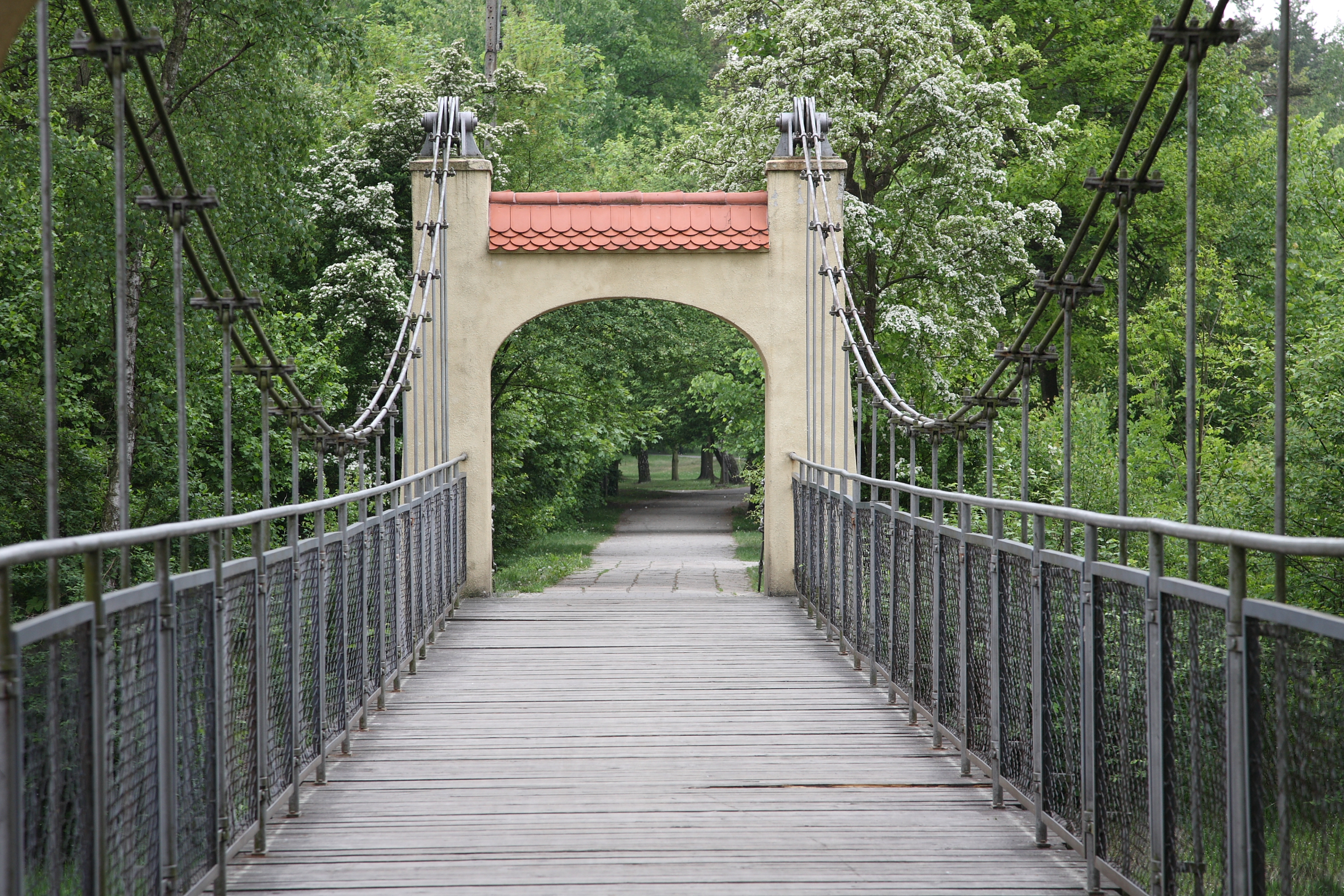
Most wiszący w Krupskim Młynie

Obiekty o wartości historycznej znajdujące się na terenie gminy:
Krupski Młyn
- ul. Tadeusza Zawadzkiego
  - budynek mieszkalny z początku XX wieku, piętrowy z poddaszem, w narożach trójkondygnacyjna wieża i ryzalit, pierwotnie budynek administracyjny fabryki materiałów wybuchowych;
  - most wiszący o rozpiętości 25m z lat trzydziestych XX wieku, przerzucony nad Małą Panwią, przeznaczony dla ruchu pieszego;
  - budynek mieszkalny z początku XX wieku, parterowy z poddaszem, z mansardowym dachem pokrytym papą, pierwotnie wartownia miejscowej fabryki.
- ul. Sienkiewicza (boczna ul. Tadeusza Zawadzkiego)
  - willa z 1904 roku zbudowana dla pracowników nadzoru fabryki, piętrowa z mansardowym dachem.
- w lesie na wschód od Krupskiego Młyna
  - cmentarz założony w roku 1918, z drewnianą kaplicą konstrukcji słupowej z ok. 1960 roku.

Potępa
- ul. Wiejska
  - kaplica Grobu Chrystusa z 1672 roku zbudowana przez Marcina Grochowskiego, wewnątrz barokowy ołtarzyk z roku 1672, za ołtarzem wąskie przejście do komory grobowej, obok kaplicy krzyż przydrożny z roku 1888.
- ul. Piecucha
  - kapliczka z pierwszej połowy XIX wieku.
- przysiółek Odmuchów
  - nastawnia parterowa z 1918 roku przy torze kolejowym.

## Przyroda
Gatunkowo lasy porastające gminę Krupski Młyn to suche bory sosnowe z niewielką domieszką innych gatunków drzew iglastych, jak modrzew i świerk, choć spotkać tu można także – głównie w pobliżu koryt rzecznych – gatunki liściaste, w tym przede wszystkim dęby i buki. W tutejszych lasach żyją typowe dla tego typu krajobrazu ssaki, jak sarny i jelenie. Z ptactwa potrafią pojawiać się rzadkie gatunki, jak bieliki, bociany czarne czy żurawie.
Na szczególną uwagę zasługuje rzeka Mała Panew, której koryto przebija się wśród okolicznych lasów licznymi meandrami, miejscami tworząc osobliwy i nieregularny układ rzeczny. W pobliżu koryta rzeki zdarzają się miejsca bytowania bobrów.

## Ekologia
Władze gminy przywiązują szczególną uwagę do kwestii ochrony środowiska naturalnego, starając się optymalizować pod tym względem gospodarkę wodno-ściekową oraz odpadami, a także kontrolować emisję spalin, co nastąpiło poprzez zastąpienie ogrzewania węglowego prawie całkowicie ogrzewaniem gazowym i elektrycznym.
Gmina jest laureatem licznych konkursów ekologicznych organizowanych przez różne urzędy i instytucje. W 1997 roku uzyskała tytuł najbardziej proekologicznej gminy wiejskiej w województwie katowickim, w konkursie organizowanym przez Sejmik Samorządowy Województwa Katowickiego oraz Wojewódzki Fundusz Ochrony Środowiska i Gospodarki Wodnej w Katowicach.
Naturalne walory oraz polityka proekologiczna sprawiają, iż obszar gminy stanowi atrakcyjne miejsce dla amatorów aktywnego spędzania wolnego czasu, idealnie nadając się na piesze spacery czy przejażdżki rowerowe. Na Małej Panwi, z uwagi na jej ustabilizowane koryto i spokojny nurt, organizowane są spływy kajakowe.

## Transport
Przez gminę przebiega linia kolejowa Gliwice – Lubliniec, natomiast południową granicę gminy wyznacza linia kolejowa obsługująca niegdyś połączenia pasażerskie relacji Tarnowskie Góry – Opole. Wzdłuż wschodniej granicy gminy biegnie droga krajowa nr 11.
Komunikację autobusową na trasie Krupski Młyn – Tworóg – Tarnowskie Góry poprzez linię 129 organizuje Zarząd Transportu Metropolitalnego.